# Radim (hradiště)
Radim (též Na Šancích) je pravěké a snad také raně středověké hradiště u Radimi v okrese Kolín. Nachází se západně od vesnice na západním výběžku vrchu Radim nad pravým břehem řeky Výrovky. Pozůstatky hradiště jsou od roku 1965 chráněny jako kulturní památka.

## Historie
Ostrožna byla osídlena od pravěku, ale opevněné hradiště na ní bylo postaveno nejspíše až v době halštatské. Místo využili v době hradištní také Slované, ale není jasné, zda na návrší měli pouhé sídliště, nebo obnovili pravěké opevnění. Poslední stopy osídlení pochází ze dvanáctého století. Dochované pozůstatky opevnění byly poškozeny budováním sadařských teras a při výstavbě železniční trati Pečky–Kouřim.

## Stavební podoba
Předpokládá se, že hradiště s rozlohou 6,32 hektaru bylo dvojdílné. Hradba předhradí zcela zanikla, ale v tělese rozváženého valu byla údajně pozorována kamenná zeď. Vnitřní hradiště chránila obvodová hradba postavená v části svého průběhu přímo na údolní hraně nad potokem. Nejlépe dochovaný úsek se nachází na severní straně, kde se příčný val oddělující předhradí od akropole napojuje na obvodový val a tvoří zde zdvojené opevnění chráněné vnějším příkopem.